# TD-SCDMA

TD-SCDMA(Time-Division Synchronus CDMA)는 중국에서 개발한 시분할 동기방식 3세대 이동통신규격이다. 중국 차이나모바일 외 타 중국 이동통신사 및 해외의 여러 국가에서는 서비스되지 않는다.
1998년부터 중국의 다탕 모바일과 독일의 지멘스가 공동으로 개발한 중국의 독자 3G 표준이며 국제통신연맹(ITU)으로부터 CDMA2000, WCDMA와 함께 차세대 이동통신 기술표준으로 인정받았다.

## 상세
송ㆍ수신 주파수 대역이 다른 CDMA나 WCDMA와 달리 다수의 가입자가 하나의 주파수로 시간대역을 구분해 통신할 수 있는 기술이다. 비동기식(WCDMA)의 사용 주파수 대역폭이 5MHz인 데 비해 TD-SCDMA는 5MHz를 1.6MHz씩 3개로 쪼개 쓰는 일종의 협대역 (narrow band) 방식이며 사실상 스마트 안테나 기술을 적용, 주파수 효율을 높인다는 개념이다.
중국 국영기관의 자체적인 연구 결과에 따르면 TD-SCDMA를 인구 밀도가 높은 대도시에 적용할 경우 WCDMA 보다 30% 이상의 주파수 효율이 높은 것으로 알려졌다. 이 시스템은 비대칭 고속 데이터 전송에 적합하고, 스마트 안테나(smart antenna)와 조인트 디텍션(joint detection) 등의 간섭기술을 적용 함으로써 용량 증대효과가 크다는 장점이 있다. 그러나 인구가 적은 지역에는 적합하지 않으며, 이동 속도가 시속 240Km 이상일 경우 제 성능을 발휘하지 못하는 단점이 있다.

## 같이 보기
- W-CDMA
- TD-CDMA
- Dynamic TDMA
- Telecommunications industry in China
- Communications in China
- Standardization in China

## 연결문서
- TS 25.201 Physical Layer - General Description - Describes basic differences between FDD and TDD.
- TS 25.221 Physical channels and mapping of transport channels onto physical channels (TDD)
- TS 25.222 Multiplexing and channel coding (TDD)
- TS 25.223 Spreading and modulation (TDD)
- TS 25.224 Physical layer procedures (TDD)
- TS 25.225 Physical layer - Measurements (TDD)